# Jana Břežková
Jana Břežková (* 6. září 1943 Ostrava) je česká herečka a kostýmní výtvarnice, dlouholetá životní partnerka herce a režiséra Miroslava Macháčka.

## Život
V roce 1964 absolvovala studium herectví na pražské DAMU, ještě během svých studií hostovala v Národním divadle. Po studiích dva roky hrála v oblastním divadle v Příbrami, od roku 1967 až dodnes je členkou souboru pražského Činoherního klubu. Spolupracuje s filmem a televizí, na tvorbě několika filmových snímků se podílela také jako kostýmní výtvarnice.

## Filmografie

### Film
- 1981 Upír z Feratu – dvojrole: Luisa a Klára Tomášová

### Televize
- 1969 Hádavá pohádka (TV pohádka) – role: princezna Rozmarýnka
- 1972 Věra – nevěra (TV filmová komedie) – role: přítelkyně Věry Bartůňkové
- 2010 Comeback (TV sitcom) – role: učitelka Kobrová